# Rock the House (песня Gorillaz)
«Rock the House» — песня британской виртуальной группы Gorillaz, которая была впервые выпущена в рамках дебютного альбома коллектива «Gorillaz» 26 марта 2001 года и как 3 сингл этого альбома 22 октября 2001 года в Великобритании и 20 ноября 2001 года на территории США. Как и первый сингл альбома «Clint Eastwood» песня была записана совместно с рэпером Del Tha Funkee Homosapien. Хоть и песня не стала успешной, как популярный первый сингл, она обрела неплохую известность на территории Великобритании.

## Видеоклип
Как и на все остальные синглы альбома, на данную композицию существует клип, срежиссированный Джейми Хьюлеттом и Питером Кандэлэндом. Он представляет собой анимационный видеоролик со смешением 2D и 3D графики, в котором показаны все виртуальные участники группы, борющиеся с призраком Дэлом который был в первом сингле.